# 希腊国家图书馆
希腊国家图书馆（希臘語：Εθνική Βιβλιοθήκη），位于雅典市中心附近，由丹麦建筑师特奥费尔·翰森设计，为其新古典主义建筑三部曲之一（另外两个是雅典科学院、雅典大学）。
希腊国家图书馆藏有4500份希腊手稿，为保存希腊手稿最多的地点之一。该馆亦藏有希腊革命的许多文献与档案。

## 外部連結
- Εθνική Βιβλιοθήκη της Ελλάδος （页面存档备份，存于） （希臘語）

Template:雅典地标